# Bajor Katonai Érdemrend
A bajor Katonai Érdemrend (Militär-Verdienstorden) 1866. július 19-én, II. Lajos bajor király által alapított katonai kitüntetés. Ez volt a királyság fő kitüntetése a bátorságért és katonai érdemekért a tiszteknek és magasabb pozíciójú hivatalnokoknak. A hadsereget támogatva civilek is jogosultak lehettek a kitüntetésre. A Katonai Érdemrend a Katonai Miksa József-rend (Militär-Max-Joseph-Orden) alá volt besorolva, amely Bajorország legmagasabb kitüntetése volt tisztek részére (és nem örökletes nemesi címet is biztosított azoknak, akik nem voltak nemesek).

## Osztályok
Az I. világháború után a rend a következő osztályok alakultak:
- Nagykereszt (Großkreuz) – Szárnyon viselve, a mellcsillaggal
- 1. Osztály (1. Klasse) – kisebb kereszt a szárnyon viselve, a mellcsillaggal
- 2. Osztály (2. Klasse) – kisebb kereszt a szalagon viselve a nyak körül
- Tiszti Kereszt (Offizierskreuz) – kiskereszt viselve a mellkas bal alsó részén
- 3. Osztály (3. Klasse) – kisebb kereszt szalagon viselve a mellkas bal felső részén
- 4. Osztály (4. Klasse) – ugyanaz a kereszt, mint a 3. Osztálynál, kivéve az ezüst lángokat, vagy esetleg a koronát és kardokat

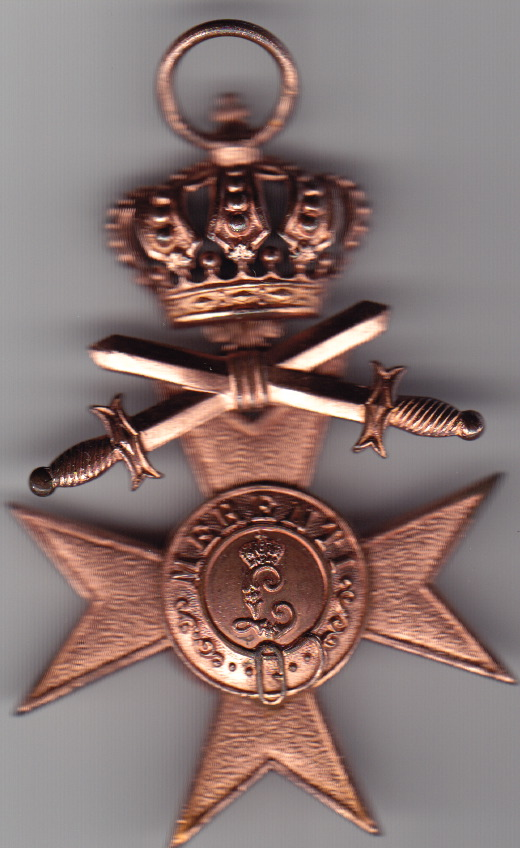
Katonai Érdemrend 3. Osztály Koronával és Kardokkal

A rendet adhatták karddal vagy anélkül. (amely általában harci díjat jelzett). A Nagykereszthez és az 1. Osztályhoz mindig járt egy mellcsillag, a 2. Osztályt viszont lehetett vele vagy nélküle adni. A 3. és 4. Osztályút oda lehetett ítélni koronával vagy nélküle. Általában ez a különbség a rangokon alapult, de használták arra is, hogy lehessen tovább kitüntetéseket kiosztani.
Az I. világháború alatt a rendet az alábbiak szerint ítélték oda:
- Nagykereszt Kardokkal (Großkreuz mit Schwertern) –  Vezérezredesek, Tábornagyok
- 1. Osztály Kardokkal (1. Klasse mit Schwertern) – Vezérezredesek, néhány Altábornagy
- 2. Osztály Csillaggal és Kardokkal (2. Klasse mit dem Stern und mit Schwertern) – Altábornagyok; Vezérőrnagyok, akik már kaptak 2. Osztályút Kardokkal
- 2. Osztály Kardokkal (2. Klasse mit Schwertern) – Vezérőrnagyok
- Tiszti Kereszt Kardokkal (Offizierskreuz mit Schwertern) – Ezredesek, néhány Alezredes
- 3. Osztály Koronával és Kardokkal (3. Klasse mit der Krone unde mit Schwertern) – Ezredesek, néhány Alezredes
- 3. Osztály Kardokkal (3. Klasse mit Schwertern) – Alezredesek, Őrnagyok
- 4. Osztály Koronával és Kardokkal (4. Klasse mit der Krone unde mit Schwertern) – Őrnagyok; Századosok (néhány Főhadnagy), akiknek már volt 4. Osztályú Kardokkal
- 4. Osztály Kardokkal (4. Klasse mit Schwertern) – Századosok, Főhadnagyok

Ezeken kívül volt még a Bajor Katonai Érdemkereszt, amely elérhető volt tiszthelyettesek és rendfokozat nélküli katonák számára.

## Leírása és viselése
A rend jelvénye kékre zománcozott máltai kereszt, középen medalionnal. A legtöbb osztálynál (1905 után) a kereszt karjai között arany lángok, a 4. Osztálynál ezüstök. A központi medálon egy arany koronás „L” betű (az alapító király II. Lajos) fekete zománcon, és a „MERENTI” szó a külső arany (később aranyozott ezüst) gyűrűn. A hátulján egy arany bajor oroszlán, fekete zománcon, és az alapítás éve, „1866” a fehérre zománcozott gyűrűn (a Tiszti Kereszt, amelyet 1900-ban alapítottak, a hátulján sima lapos volt).
A különböző rendeknek más a mérete és a viselési módja is, mint a szárny jelvények a vállon, a nyakjelvények vagy a melljelvények egy szalagon.

## Jelentősebb kitüntetettek
- Luitpold bajor királyi herceg
- III. Lajos bajor király
- Lipót bajor királyi herceg
- Rupprecht bajor koronaherceg
- Otto von Below
- Karl Bodenschatz
- Jakob Ritter von Danner
- Max von Fabeck
- Erich von Falkenhayn
- Robert Ritter von Greim
- Wilhelm Groener
- Franz Halder
- Kurt von Hammerstein-Equord
- Franz Ritter von Hipper
- Max Hoffmann
- Max Immelmann
- Friedrich Freiherr Kress von Kressenstein
- Wilhelm Ritter von Leeb
- Fritz von Lossberg
- August von Mackensen
- Hans von Seeckt
- Wilhelm Ritter von Thoma
- Gerd von Rundstedt